# سيدني سويفت
سيدني سويفت (بالإنجليزية: Sidney Swift)‏ هو موسيقي أمريكي، ولد في 4 أكتوبر 1988.

## روابط خارجية
- سيدني سويفت على موقع IMDb (الإنجليزية)
- سيدني سويفت على موقع أول ميوزيك (الإنجليزية)